# Hyporhamphus sajori
Hyporhamphus sajori är en fiskart som först beskrevs av Temminck och Schlegel, 1846.  Hyporhamphus sajori ingår i släktet Hyporhamphus och familjen Hemiramphidae. Inga underarter finns listade i Catalogue of Life.